# جزر إيه بي سي
جزر إيه بي سي (بالإنجليزية: ABC Islands)‏ هي جزر تبدأ بأول ثلاثة أحرف في الأبجدية الإنجليزية، وهي جزر أدميرالتي، وبارانوف، وتشيكاغوف ضمن أرخبيل ألكسندر في القسم الشمالي منه، وهم تابعون لغابة تونغاس الوطنية في ولاية ألاسكا في الولايات المتحدة الأمريكية. 
تعرف الجزر بالحياة البرية ويوجد عدد كثيف من الدببة البرية.
معظم مساحة الجزر محمية فيدرالياً.
مركز مدينة سيتكا الحضري يوجد في الشاطئ الغربي لجزيرة بارانوف.
فيما عدا جزيرة سيتكا يقل الوجود البشري والصناعي في هذه الجزر، رغم أن جزيرة أدميرالتي تحتل المرتبة السابعة، وجزيرة بارانوف المرتبة العاشرة وجزيرة تشيكاغوف المرتبة الخامسة في قائمة أكبر الجزر في الولايات المتحدة الأمريكية.